# La Ferrière (Alvernia-Rodano-Alpi)
La Ferrière è un comune francese di 232 abitanti situato nel dipartimento dell'Isère della regione dell'Alvernia-Rodano-Alpi. Nel suo territorio nasce il torrente Breda.

## Società

### Evoluzione demografica
Abitanti censiti